# L'Espoir (journal)
L'Espoir est un journal clandestin publié à Guérande (Loire-Atlantique) du 13 août 1944 au 10 mai 1945.

## Histoire
La Libération dans la région nazairienne est différée du fait du repli des troupes allemandes de Loire-Inférieure autour du port et de la base sous-marine de Saint-Nazaire. Cette situation est connue sous le nom de poche de Saint-Nazaire.
Le débarquement du 6 juin 1944 se traduit dans la région par l'encerclement de plus de 30 000 soldats allemands par des unités américaines et des bataillons des Forces françaises de l'intérieur (FFI).
Depuis mars 1944, le journal local, La Presqu'île guérandaise, est interdit de publication par les autorités militaires allemandes. D'autre part, la fourniture d'électricité n'étant plus assurée pour la population civile, les postes de radio sont inutilisables et les nouvelles de l’avancée des Alliés ne parviennent pas régulièrement. Le premier numéro de L'Espoir détaille ainsi ses objectifs : 

« Ce n'est pas l'espoir que ce petit pli ouvert devrait se nommer, mais Agent de liaison. Certes, il porte l'espoir que bientôt nous accueillerons nos libérateurs, espoir que cette guerre, imposée par les Allemands, va finir au plus tôt, mais aussi, agent de liaison entre les hommes, les familles, les amis rêvant d'un même idéal. C'est l'agent de liaison qui vous apporte la voix émise par radio Londres. »

— Éditorial du no 1 du 13 août 1944.
Le 7 mai 1945, le no 257 publie un « spécial de la victoire » et le jour suivant, le journal commente la joie des Guérandais d'avoir appris leur libération, la veille à 16 h 30.
Enfin le no 260 du 10 mai 1945 est l'ultime parution du journal, l'électricité, qui vient d'être rétablie pour l'ensemble de la population, permettant la reprise de la radiodiffusion libre des nouvelles.
Robert Leray et Abel Lasnier sont cités à l'ordre du régiment, le 12 novembre 1945. Cette citation, donnant droit à l’attribution de la croix de guerre, est signée d'André Diethelm.

## Les membres
S'agissant d'un journal clandestin, les articles sont signés « Malgré eux ». Robert Leray et Madeleine Gougeon sont à l'origine de la publication et de sa diffusion.
Robert Leray, ancien ouvrier des Chantiers de l'Atlantique de Saint-Nazaire, habite à Guérande depuis janvier 1943. Il fait partie du réseau des 3 clés, le groupement FFI de Guérande. Il est ensuite membre du comité de libération de Guérande. Il écrit à partir du 13 août 1944 la première édition de L'Espoir sous forme manuscrite.
Madeleine Gougeon-Viaud, Guérandaise née en 1925 et engagée très jeune dans la Résistance, dactylographie par la suite la publication dans une chambre de l'hôtel familial de la porte vannetaise.
Le directeur de l'imprimerie La Presqu'île, Abel Lasnier, les rejoint à une date inconnue et assure l'impression du journal.

## Contenu
Le quotidien se présente sous la forme d'une feuille de format A4, dactylographiée sur ses deux faces, d'abord à la machine à écrire, puis, à partir du 13 mars 1945, ronéotypée. La publication atteint assez rapidement plusieurs dizaines d'exemplaires — jusqu'à 50 numéros.
Les informations publiées sont essentiellement militaires, reproduisant celles captées de radio Londres. Le journal s'engage également contre le régime de Vichy et la collaboration. Une sensibilité chrétienne s'exprime également par la reproduction de messages de Pie XII.
Outre être le relais de radio Londres, L'Espoir reproduit également des informations de La Voix de l'Amérique et de la radio belge. Le numéro du 14 janvier 1945 cite des informations publiées du journal La Bataille de Londres, puis, deux jours plus tard, de Témoignage chrétien, alors journal de la Résistance catholique.

Confronté à la désinformation, L'Espoir doit publier des avertissements : 

« […] toutes les fausses nouvelles [au sujet des bombardements] qui circulent et qui ne peuvent être mises en circulation que par des ennemis de la France. Ici nous disons la vérité, bonne ou mauvaise. Mais que les collaborateurs qui démoralisent leurs concitoyens sachent qu'ils répondront de leurs crimes. »

— no 133 du 24 décembre 1944.
L'Espoir lance également des appels à la prudence :

« […] de la prudence, faire lire L'Espoir c'est bien, mais dans un lieu public, sous le regard de tous et surtout à 25 mètres des Allemands ; qui peuvent fort bien vous demander l'objet de votre lecture ; pensez à la suite de tels actes, vous vous y êtes engagés et combien d'autres. »

— no 93 du 14 novembre 1944.
Le journal s'attache également à donner des informations portant sur les événements militaires récents de la poche de Saint-Nazaire.
Il entretient une chronique des événements. Ainsi le no 35 du 17 septembre 1944 précise qu'« à Guenrouët, 30 obus américains de petit calibre sont tombés sur le bourg : ni morts ni blessés. Les Allemands n'ont pas repassé le canal de Nantes à Brest à Fégréac. »
Enfin, L'Espoir rend compte des difficultés quotidiennes de ravitaillement auxquelles sont confrontées les populations de la poche. Le no 141 du 1er janvier 1945 indique : « après un Noël sans pain, nous connaissons un jour de l'An sans pain » et quelques jours auparavant : « les fumeurs ne toucheront en 1945 que 2 cartouches par mois. Une 3e est prévue pour le 1er janvier. Les militaires auront un paquet de tabac par jour comme les soldats des nations alliées. »

### Notes

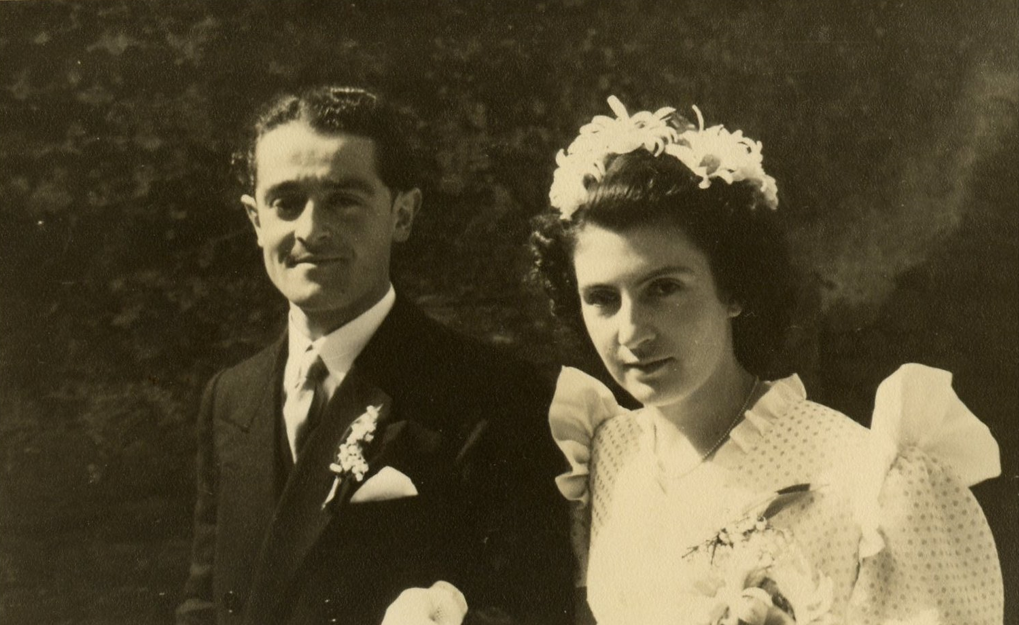
Marcel Viaud et Madelaine Gougeon